# Stictoleptura tesserula
Stictoleptura tesserula là một loài bọ cánh cứng trong họ Cerambycidae.